# Limetall
Limetall (dříve Limetal) je česká hudební skupina, hrající hard rock a heavy metal. Na podzim roku 2015 ji založili čtyři bývalí členové české hardrockové skupiny Citron.

## Historie
Historie skupiny Citron spadá až do 70. let, kdy skupina hrála Blues rock. Roku 1982 se skupina rozpadla a přeformovala se v tradiční uskupení v čele s bubeníkem Radimem Pařízkem, zpěvákem Standou Hranickým, basistou Vaškem Vlasákem a kytaristy Jardou Bartoněm a Jindrou Kvitou. V červenci a srpnu 1985 probíhalo nahrávání legendární desky Plni energie, se kterou se skupina umístila na druhém místě v anketě Zlatý slavík.
Po úrazu nohy Standy Hranického přišel do skupiny zpěvák Vitacitu Láďa Křížek, se kterým natočili ještě úspěšnější album Radegast. Roku 1990 z kapely ale odešel Láďa Křížek s Jardou Bartoněm a založili Kreyson. Do skupiny přišel zpěvák Fany Michalík a Pavol Chodelka a nahráli album Vypusťte psy.
V devadesátých letech se ale skupina rozpadla a na pódia se vrátila až po roce 2000, kdy společně s Láďou nahráli album Síla Návratů. Později se do skupiny vrátil jako zpěvák Standa Hranický a za zesnulého Jindru Kvitu přišel nastálo Jiří Šperl. Roku 2010 vyšlo dlouho očekávané album Bigbítový Pánbů.
Roku 2012 byla Standovi diagnostikována rakovina a již nebyl schopen dále vystupovat. Zpět byl jako záskok povolán Fany Michalík, který v té době zpíval se svou skupinou Funny. Standa však podlehl rakovině v dubnu 2013 a Fany ve skupině již zůstal trvale – Standův syn mu symbolicky předal mikrofon. Skupina v tomto složení fungovala až do roku 2015 a připravovala nové album.
V září 2015 po dlouhých rozepřích odešli ze skupiny společně František „Fany“ Michalík – zpěv, Jaroslav Bartoň –  kytara, Jiří Šperl – kytara a Václav Vlasák – baskytara. Bubeník Radim Pařízek je majitelem ochranné známky "Citron", tudíž tento název již mohl pro hudební skupinu používat nadále jen on. Na podzim téhož roku se tak zrodil z uvedených bývalých členů projekt LIMETAL jako pokračovatel odkazu Citron. Na sklonku roku vydali singl „Na tenkém ledě“ a „Mayday“, ke kterým také natočili videoklipy a kde jako bubeník hostoval Lukáš Pavlík (Čechomor). Na podzim 2017 přišla talentovaná bubenice Veronika Lukešová, která doposud vystupovala s Olgou Lounovou.
Skupina s názvem Citron však nezanikla, neboť Radim Pařízek opět povolal Láďu Křížka a společně pracovali na albu Rebelie rebelů.
V roce 2019[zdroj?] kapela oznámila úpravu názvu z Limetal na Limetall a vydala novu desku Znamení.
Po jejím vydání se rozhodla vyřadit ze setlistů všecky songy z éry Citron.
V dubnu 2024 skupina oznámila odchod zpěváka Fanyho Michalíka a nejasnou budoucnost kapely.
V květnu 2024 skupina oznámila velké změny. Zbývající členové se mezi sebou nedokázali dohodnout, a kytaristé Bartoň a Šperl nakonec odešli ze skupiny také a zůstal pouze baskytarista Václav Vlasák. Ten přijal do kapely kytaristu Jiřího Rambouska, zpěváka Stacee Roxxe a bubeníka Matěje Meiera.
Uvnitř kapely nepanovala jednota a do role vedoucího se pasoval baskytarista Václav Vlasák, které přivedli skupinu do vztahové krize, neustálá fluktuace lidí pro kapelu a pozice bubeníka. Poslední bubeník Patrik Sas opustil kapelu na podzim 2023 právě kvůli neshodám s Vlasákem. V březnu 2024 skupina měla schůzku za přítomnosti právníka, kde se ozvalo Vlasákovo ego, který konstatoval, že má na sebe zaregistrovanou ochrannou známku Limetall a s Michalíkem a Šperlem již dále nechce hrát. Potvrdili také, že účinkovat v kapele nebude ani kytarista Jaroslav Bartoň. Bývalí členové ukončili prohlášení, že tímto definitivně uzavřela možnost odehrát společně jakékoliv další vystoupení a od nových aktivit spojených se skupinou se distancují.    Po odchodu zakládajících členů kapely Michalík obnovil vlastní skupinu Fany, Šperl se momentálně plně věnuje skupině Ingott a Bartoň hraje jako host ve skupině Citron dostal nabídku hrát v kapele Fany, ale nemohl se přidat ze zdravotních důvodů.

## Členové kapely

### Současní členové
- Václav Vlasák – baskytara, doprovodný zpěv (2015 – dosud)
- Stacee Roxx – zpěv (2024 – dosud)
- Jiří Rambousek – kytary, doprovodný zpěv (2024 – dosud)
- Matěj Meier – bicí (2024 – dosud)

### Dřívější členové
- Lukáš Pavlík – bicí (2015–2016)
- David Klement – bicí (2016–2017)
- Veronika Mrázová – bicí (2017–2019)
- Vojtěch Sedlák – bicí (2019–2022)
- František „Fany“ Michalík – zpěv (2015–2024)
- Jiří Šperl – kytara, doprovodný zpěv (2015–2024)
- Jaroslav Bartoň – kytara, doprovodný zpěv (2015–2024)
- Patrik Sas – bicí (2022–2023)

### Hostující členové
- Dalibor Mráz – bicí (2018–2019)

## Diskografie

### Alba
- Pravdu ukáže čas (2016)
- LIMETAL (2017)
- Swingers Párty (EP) (2018)
- Znamení (2019)

### Singly
- „Na tenkém ledě/Mayday“ (2015)
- „Rock'n'Roll démon/Zpověď“ (2016)